# Sylvain Marchal
Sylvain Marchal (Langres, 10 februari 1980) is een Franse voetballer die sinds 2010 voor de Franse eersteklasser AS Saint-Étienne uitkomt. Voordien speelde de verdediger voor FC Metz, LB Châteauroux en FC Lorient.